# سهل شوشتری
ابو محمد سهل بن عبدالله شوشتری (۲۰۳ تا ۲۸۳ ه‍.ق): ابومحمدسهل پسرعبدالله پسر یونس شوشتری که در متون عربی سهل التُستَري نامیده می‌شود از عارفان نامی قرن سوم قمری است.  وی در سال ۲۰۳ قمری در شوشتر به دنیا آمد و به سال ۲۷۳ یا ۲۸۳ هجری در تبعیدگاه بصره زندگی را بدرود گفت. سبب روی آوردن او به سلوک، تعالیم و ترغیبهای دایی او محمد سوار بود که از صوفیان سخت کوش به‌شمار می‌رفت و یکی از بهترین شاگردان او ذوالنون مصری (متوفی سال ۲۴۵ قمری) بود، علت تبعید وی به بصره به اتهام زندقه می‌باشد که در سال ۲۶۱ قمری اتفاق افتاده و علتش این بود که علمای شوشتر رساله وی را در باب توبه فرد، مردود دانستند؛ مراد از توبه فرد، در نظر سهل این بود که می‌گفت: (توبه، بر هر فردی واجب است. عاصی باید از معصیت توبه کند و مطیع باید از طاعت، تا هر دو از غرور برهند) تعدادی از سخنان او زیر عنوان «هزار گفتار» به وسیلهٔ شاگردش محمدبن سالم (متوفی سال ۲۹۷ قمری) گردآوری و انتشار یافت. در تفسیر قران نیز کتابی بدو نسبت داده و در مآخذ مختلف از آن نام برده‌اند.
سهل شوشتری متکلم بود و متکلم در اصطلاح کسی را گویند که عقاید ایمانی را با دلایل عقلانی اثبات کند و به اعتقادات و بدعت‌های معترضان دین جواب دهد.
فرقه صوفی سهلیه به وی منصوبند.

## ذکر سهل شوشتری
در تذکرة‌الاولیاء درباب احوال سهل بن عبدالله شوشتری آمده‌است: «آن سياح بيداء طريقت، آن غواص دريای حقيقت، آن شرف اکابر آن مشرف خاطر، آن مهدی راه و رهبری، سهل بن عبدالله التستری، از محتشمان اهل تصوف بود و از کبار این طائفه بود و در این شیوه مجتهد بود و در وقت خود سلطان طریقت و برهان حقیقت بود. [...] از علمای مشایخ بود و امام عهد و معتبر بود و در ریاضات و کرامت بی نظیر بود، وی شبانه روز در عبادت بود. [...] نقل است که یک روز در مسجد نشسته بود کبوتری بیفتاد از گرما و رنج، سهل گفت: "شاه کرمان بمرد، چون تفحص کردند همچنان بود." [...] نقل کرده‌اند که به زیر آب می‌رفت تا وقت نماز سپس بیرون می‌آمد بدون این که یک موی آن تر شده باشد و با اشارهٔ او زر از آسمان می‌ریخت.»
همچنین در تذکرةالاولیاء عطار دربارهٔ وی آمده‌است که جانوران و درندگان گرد خانه وی گرد می‌آمدند و به کسی آسیب نمی‌رساندند لذا خانه وی به «بیت السباع» معروف بوده‌است.از شاگردان وی در تصوف حسین منصور حلاج مشهور است.
کتاب تفسیر قرآن العظیم او قدیمی‌ترین تفسیر عارفانه موجوداز قرآن می‌باشد که در میان آثار او فقط این اثر چاپ شده‌است. در این کتاب، سهل شوشتری بعد از بیان یک مقدمه بابی را می‌گشاید به نام «باب فی صفحات طلاب فهم القرآن» که در آن اهمیت جایگاه قرآن را تشریح می‌کند و به شرح وظایف حاملان قرآن و شرایط تلاوت و حفظ آن می‌پردازد.

## آثار او
1. رقائق المحبین
2. مواعظ العارفین
3. جوابات اهل الیقین
4. تفسیر قرآن العظیم|تفسیر القرآن العظیم]] (معروف به تفسیر تستری)
5. کتاب المعارضه و الرد علی اهل الفرق و اهل الدعاوی فی الاحوال
6. رساله فی الحکم و التصوف
7. رساله فی الحروف
8. مناقب اهل الحق و مناقب اهل‌الله (عزوجل)
9. لطائف القصص فی قصص الانبیاء
10. مقاله فی المنهیات.